# Eublemma flaviciliata
Eublemma flaviciliata là một loài bướm đêm trong họ Erebidae.